# Xero Linux
Xero Linux es una distribución de Linux basada en Arch Linux, localizada en el Líbano, creada con los scripts ALCI de ArcoLinux. 
Xero Linux posee soporte integrado para el repositorio AUR y Flatpak

## Características[3]
- Xero Linux posee a Calamares[4][5] como instalador del sistema operativo Linux, y cuenta con KDE Plasma 5 optimizado y personalizado como entorno de escritorio.[6]
- Utiliza la partición predeterminada de XFS.
- Posee repositorios incluidos.[7]
- Soporte de GPU nVidia heredado incluido.
- Neofetch personalizado con más información.
- Pamac GUI Storefront en lugar de Discover.
- PARU - AUR Helper Incluido incluido YaY.
- Abrir carpetas como Root a través de Dolphin en el menú contextual.
- Compara archivos/carpetas a través de la entrada del menú contextual "Combinar".
- Alias de Konsole personalizados. Ejecute el comando "Alias" para ver la lista.
- Herramienta de administración de energía System76 disponible a través de Calamares.

### Personalización  de Xero Linux
- Rices/Themes: Xero Linux posee temas o arroces (Rices/Themes) de personalización del entorno KDE[8] (XeroDunes,[9] XeroLayan,[10] XeroNord,[11] XeroSweet).[12]

- GRUB Themes: Xero Linux posee temas para el GRUB:[13] Draft Punk,[14] T-R-O-N,[15] Star Wars,[16] XeroNord,[17] y XeroComp.[18]

## Galería Xero Linux

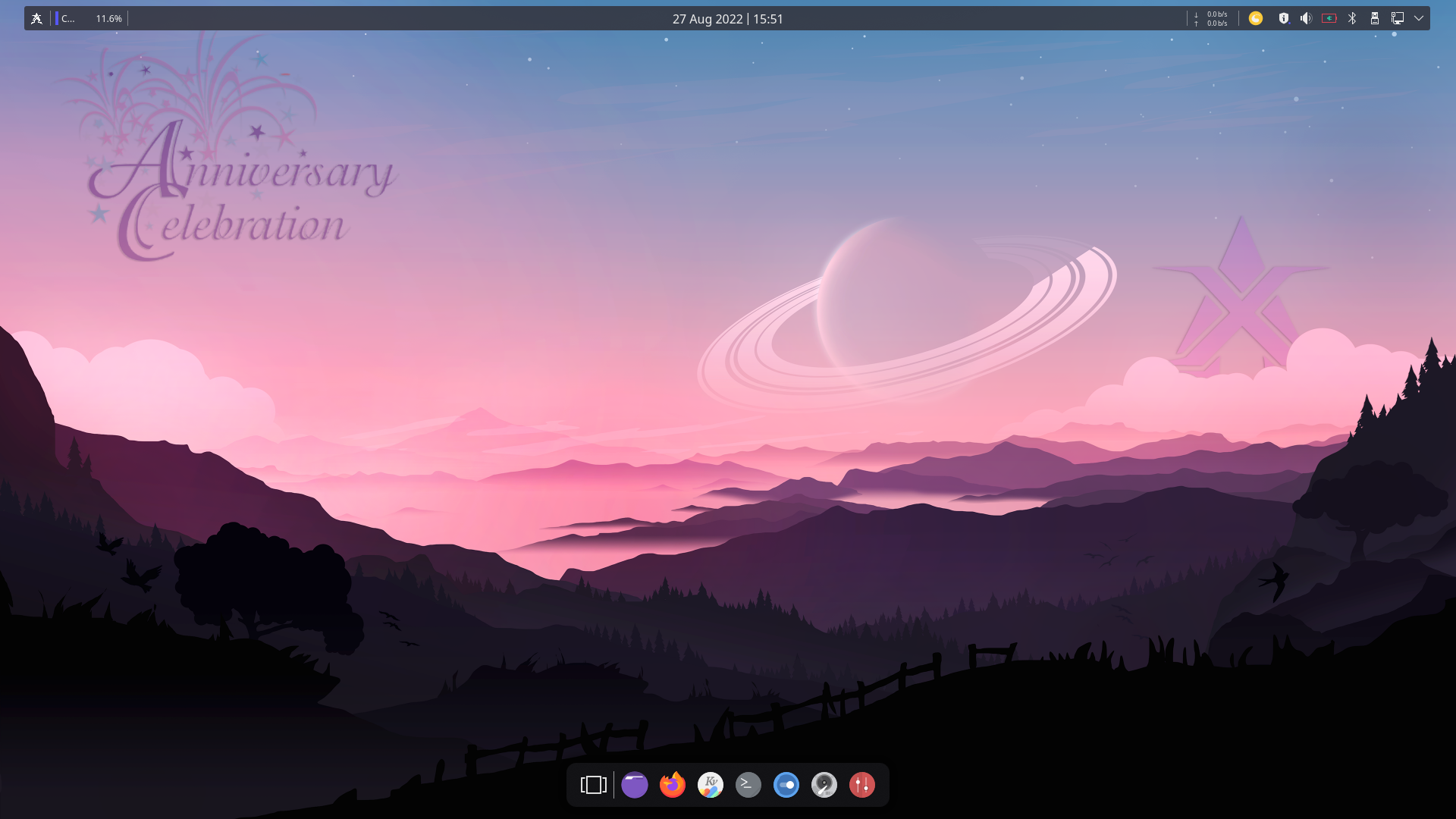
Captura de pantalla de Xero Linux, 27 de Agosto de 2022.
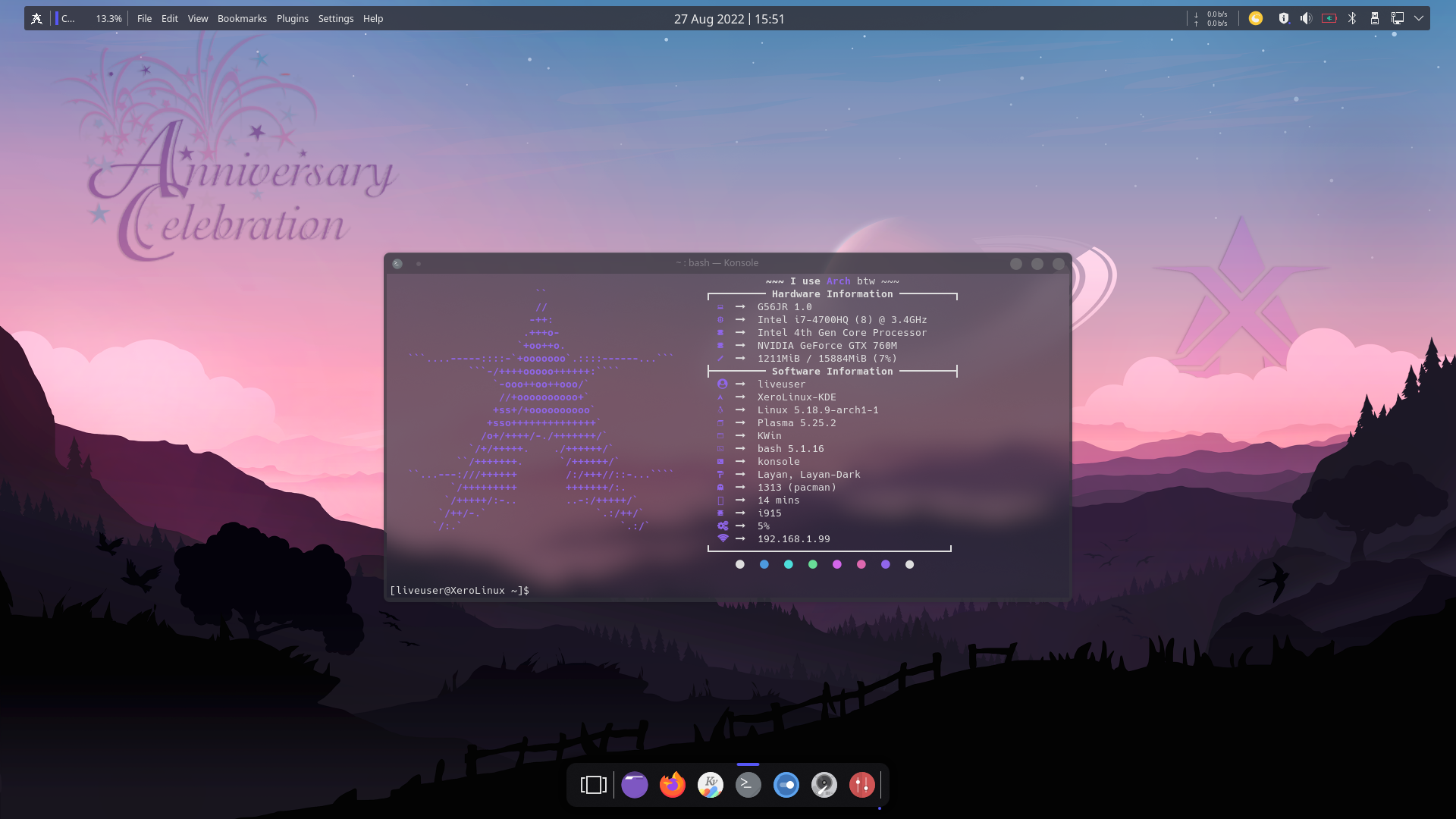
Captura de pantalla de Xero Linux, mostrando Konsole y Neofetch.
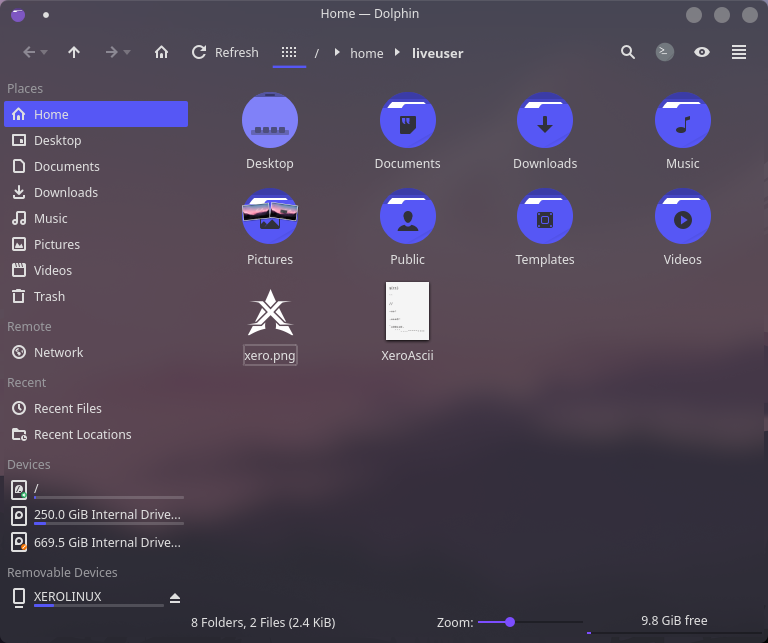
El explorador de archivos Dolphin en Xero Linux